# شبکه سبلان
صدا و سیمای مرکز اردبیل موسوم به شبکهٔ سبلان که به مردم استان اردبیل اختصاص دارد، همه‌روزه برنامه‌های متعددی را به دو زبان ترکی آذربایجانی و فارسی پخش می‌کند.
ساختمان اصلی این مرکز در انتهای بلوار جام جم که نقطه پایان شهر اردبیل و شروع بزرگراه اردبیل-آستارا محسوب می‌شود واقع شده‌است. این ساختمان در همسایگی اداره کل منابع طبیعی و تیپ یکم حضرت عباس سپاه پاسداران انقلاب اسلامی قرار گرفته‌است.
شبکهٔ استانی سیمای مرکز اردبیل، روزانه ۳ بار در ساعت‌های ۱۷:۰۰، ۱۹:۱۵ و ۲۳:۰۰ خبر پخش می‌کند که اخبار ساعت ۲۳ به‌دلیل پخش به زبان ترکی آذربایجانی، بیشترین مخاطب را دارد.
برنامهٔ شبانگاهی یا در اصطلاح ترکی آذربایجانی «گئجه‌لر» و کندحیاتی از پرمخاطب‌ترین برنامه‌های این مرکز است که تاکنون با آیتم‌های مختلفی تولید و به صورت زنده پخش شده‌است و معمولاً از ساعت ۲۱ الی ۲۲ ادامه دارد.
تولید و پخش نماهنگ‌هایی به زبان‌های فارسی و ترکی و با محتوای فرهنگ محلی و سیاسی و اجتماعی روز، یکی از نقاط قوت صداوسیمای مرکز اردبیل محسوب می‌شود و باعث استقبال مردم از این نماهنگ‌ها و همچنین جذب عناوین برتر در جشنواره‌های استانی و ملی می‌شود.
ازجمله مدیران این مرکز پس از انقلاب اسلامی می‌توان به آقایان پری‌وند، علی‌اکبری، جعفری‌نیا، غفاری آذر، نواداد، قدیمی، صادقی جهانی، مددی و ملااحمدی اشاره کرد.سیدمحسن لطیفی هم‌اکنون مدیر کل صدا و سیمای مرکز اردبیل است.